# Вороб'ївка (Обоянський район)
Вороб'ївка (рос. Воробьевка) — присілок в Обоянському районі Курської області Російської Федерації.
Населення становить 61 особу. Входить до складу муніципального утворення Усланська сільрада.

## Історія
Населений пункт розташований на території українського етнічного та культурного краю Східна Слобожанщина.
Від 2004 року входить до складу муніципального утворення Усланська сільрада.

## Населення
| 2002 | 2010 |
| ---- | ---- |
| 80   | ↘61  |